# Minardi M189
Chronologie des modèles (1989-1990)
Minardi M188B Minardi M190
La Minardi M189 est la monoplace de Formule 1 engagée par la Scuderia Minardi dans le cadre du championnat du monde de Formule 1 1989, à partir du Grand Prix du Mexique, quatrième manche de la saison. Elle est pilotée par l'Italien Pierluigi Martini, remplacé pour un Grand Prix par son compatriote Paolo Barilla, et l'Espagnol Luis Pérez-Sala, qui effectuent leur deuxième saison consécutive au sein de l'écurie italienne.
La M189 est également engagée pour les deux premières manches du championnat du monde de Formule 1 1990, le temps que la Minardi M190 soit mise au point ; elle est confiée à Martini et Barilla.

## Historique

### Saison 1989
La Minardi M189 est engagée à partir de la quatrième épreuve de la saison 1989, au Grand Prix du Mexique. Elle se distingue de sa devancière, la M188B, par une coque très resserrée et un réservoir situé derrière le pilote. Afin d'éviter les turbulences aérodynamiques, les pontons sont très bas. Enfin, les amortisseurs sont situés sous le pilote, en position basse. Pour sa première prestation, la M189 n'est pas au point puisque les mécaniciens de l'écurie sont obligés de découper la carrosserie pour assurer le refroidissement du moteur. Si Luis Pérez-Sala échoue à se qualifier, Pierluigi Martini abandonne à la suite de la casse de son bloc Ford-Cosworth,.
Il faut attendre le Grand Prix de Grande-Bretagne pour voir une M189 terminer une course, puisque Martini et Pérez-Sala franchissent l'arrivée en cinquième et sixième positions, marquant les premiers points de Minardi de cette saison. Lors de la manche suivante, en Allemagne, l'Espagnol ne se qualifie pas à cause de problèmes d'alternateur récurrents, tandis que Martini, qualifié treizième, termine neuvième,.
En fin de saison, les pilotes Minardi, en particulier Pierluigi Martini, se distinguent par leurs performances en qualifications, permises par la qualité des pneumatiques Pirelli : au Portugal, l'Italien et Pérez-Sala prennent les cinquième et neuvième places sur la grille de départ. En course, Martini se bat en tête de peloton et profite des arrêts aux stands pour hisser sa Minardi en première position au quarantième tour de l'épreuve, avant d'observer lui-même un changement de pneumatiques lors du tour suivant. L'Italien marque finalement les points de la cinquième place, et surtout, permet à son équipe de mener pour l'unique fois de son histoire la tête d'un Grand Prix, pendant un seul tour,,.
En Espagne, Martini se qualifie en quatrième position, mais abandonne au vingt-huitième tour de la course après avoir escaladé un vibreur et que son moteur ait calé après que sa monoplace soit parti en tête-à-queue,. En outre, Martini est victime d'une chute dans son garage à l'issue de ce Grand Prix. Souffrant d'une côté fracturée et d'une autre fêlée, il cède son baquet à Paolo Barilla pour le Grand Prix du Japon.
Finalement, Martini revient pour la dernière manche disputée en Australie : parti troisième, alors que son équipier échoue à se qualifier, il termine dixième de la course,.
Au terme de cette saison, la Scuderia Minardi se classe onzième du championnat du monde des constructeurs avec 6 points. Pierluigi Martini est quinzième du championnat du monde des pilotes avec 5 points et Luis Pérez-Sala est vingt-huitième avec 1 point.

### Saison 1990
Pour 1990, Luis Pérez-Sala, faute de résultats satisfaisants et largement dominé par Martini, est limogé et remplacé par Paolo Barilla. La M189 est engagée pour les deux premières manches de la saison en attendant la mise au point de la nouvelle M190 prévue pour la troisième épreuve du championnat, à Saint-Marin.  La M189 se distingue lors de la première manche, aux États-Unis, puisque Martini réalise la meilleure qualification de l'histoire de Minardi en obtenant la deuxième place sur la grille de départ, à seulement 77 millièmes de secondes de la pole position établie par Gerhard Berger (McLaren),.

## Engagement hors-championnat du monde
Les 2 et 3 décembre 1989, la M189 est engagée au Trofeo Indoor di Formula 1, une épreuve d'exhibition organisée en marge du Motor Show de Bologne, une exposition internationale reconnue par l'Organisation internationale des constructeurs automobiles qui se tient dans les salons de la foire de Bologne. Bien que l'épreuve soit baptisée indoor, la piste, d'une longueur de 1 299 mètres, est située à l'extérieur des locaux de l'exposition. Seules des écuries italiennes prennent part à la deuxième édition de cette « compétition-spectacle » qui leur permet de se présenter devant leur public national et est un moyen pour les directeurs d'écurie de nouer des contacts avec d'éventuels partenaires financiers pour compléter leur budget pour la saison à venir.
La Scuderia Minardi engage deux monoplaces M189 confiées à ses pilotes titulaires en championnat du monde, Pierluigi Martini et Luis Pérez-Sala,. Coloni confie sa FC189 à son ancien pilote titulaire Pierre-Henri Raphanel. Osella, qui s'est séparé de ses titulaires, confie deux FA1M à Enrico Bertaggia, qui pilotait cette saison pour Coloni et Andrea Chiesa, pilote en Formule 3000. Scuderia Italia engage, sur Dallara 189, son titulaire Andrea De Cesaris. Eurobrun, qui s'est séparée de ses deux pilotes à l'issue de la saison régulière, fait appel à Claudio Langes, qui n'a encore jamais piloté de monoplace de Formule 1 mais courait en Formule 3000.
Lors des essais libres, Martini et Pérez-Sala réalisent les deuxième et troisième temps, tournant dans la seconde d'Andrea De Cesaris, le pilote le plus rapide. La compétition comporte trois manches. Pérez-Sala remporte la première manche qui l'oppose à Pierre-Henri Raphanel, puis la deuxième manche lors de laquelle il est confronté à Andrea De Cesaris. En finale, il remporte l'épreuve face à Pierluigi Martini, qui a battu Andrea Chiesa, puis Enrico Bertaggia lors des manches précédentes.

## Résultats en championnat du monde de Formule 1
| Saison | Écurie           | Moteur               | Pneus   | Pilotes           | Courses | Courses | Courses | Courses | Courses | Courses | Courses | Courses | Courses | Courses | Courses | Courses | Courses | Courses | Courses | Courses | Points inscrits | Classement |
| Saison | Écurie           | Moteur               | Pneus   | Pilotes           | 1       | 2       | 3       | 4       | 5       | 6       | 7       | 8       | 9       | 10      | 11      | 12      | 13      | 14      | 15      | 16      | Points inscrits | Classement |
| ------ | ---------------- | -------------------- | ------- | ----------------- | ------- | ------- | ------- | ------- | ------- | ------- | ------- | ------- | ------- | ------- | ------- | ------- | ------- | ------- | ------- | ------- | --------------- | ---------- |
| 1989   | Minardi F1 Team  | Ford-Cosworth DFZ V8 | Pirelli |                   | BRÉ     | SMR     | MON     | MEX     | USA     | CAN     | FRA     | GBR     | ALL     | HON     | BEL     | ITA     | POR     | ESP     | JAP     | AUS     | 6*              | 11e        |
| 1989   | Minardi F1 Team  | Ford-Cosworth DFZ V8 | Pirelli | Pierluigi Martini |         |         |         | Abd     | Abd     | Abd     | Abd     | 5e      | 9e      | Abd     | 9e      | 7e      | 5e      | Abd     |         | 6e      | 6*              | 11e        |
| 1989   | Minardi F1 Team  | Ford-Cosworth DFZ V8 | Pirelli | Paolo Barilla     |         |         |         |         |         |         |         |         |         |         |         |         |         |         | Abd     |         | 6*              | 11e        |
| 1989   | Minardi F1 Team  | Ford-Cosworth DFZ V8 | Pirelli | Luis Pérez-Sala   |         |         |         | Nq      | Abd     | Abd     | Nq      | 6e      | Nq      | Abd     | 15e     | 8e      | 12e     | Abd     | Abd     | Nq      | 6*              | 11e        |
| 1990   | SCM Minardi Team | Ford-Cosworth DFZ V8 | Pirelli |                   | USA     | BRÉ     | SMR     | MON     | CAN     | MEX     | FRA     | GBR     | ALL     | HON     | BEL     | ITA     | POR     | ESP     | JAP     | AUS     | 0**             | 12e        |
| 1990   | SCM Minardi Team | Ford-Cosworth DFZ V8 | Pirelli | Pierluigi Martini | 7e      | 9e      |         |         |         |         |         |         |         |         |         |         |         |         |         |         | 0**             | 12e        |
| 1990   | SCM Minardi Team | Ford-Cosworth DFZ V8 | Pirelli | Paolo Barilla     | Abd     | Abd     |         |         |         |         |         |         |         |         |         |         |         |         |         |         | 0**             | 12e        |

Légende : ici 

* Aucun point marqué en 1989 avec la Minardi M188B.

** Aucun point marqué en 1990 avec la Minardi M190.

## Résultats duTrofeo Indoor di Formula 1
|  | Quarts de finale | Quarts de finale      | Quarts de finale  |                   |                  | Demi-finales      | Demi-finales | Demi-finales |  |                  | Finale          | Finale | Finale    | Finale |
|  |                  |                       |                   |                   |                  |                   |              |              |  |                  |                 |        |           |        |
|  | Scuderia Minardi | Luis Pérez-Sala       | vainqueur         |                   |                  |                   |              |              |  |                  |                 |        |           |        |
|  | Coloni           | Pierre-Henri Raphanel | éliminé           |                   |                  |                   |              |              |  |                  |                 |        |           |        |
|  | Coloni           | Pierre-Henri Raphanel | éliminé           |                   | Scuderia Italia  | Andrea De Cesaris | éliminé      |              |  |                  |                 |        |           |        |
|  |                  |                       |                   |                   | Scuderia Italia  | Andrea De Cesaris | éliminé      |              |  |                  |                 |        |           |        |
|  |                  | Scuderia Minardi      | Luis Pérez-Sala   | vainqueur         |                  |                   |              |              |  |                  |                 |        |           |        |
|  | Osella           | Scuderia Minardi      | Luis Pérez-Sala   | vainqueur         | Enrico Bertaggia | vainqueur         |              |              |  |                  |                 |        |           |        |
|  | Osella           |                       |                   |                   | Enrico Bertaggia | vainqueur         |              |              |  |                  |                 |        |           |        |
|  | Eurobrun Racing  | Claudio Langes        | éliminé           |                   |                  |                   |              |              |  |                  |                 |        |           |        |
|  | Eurobrun Racing  | Claudio Langes        | éliminé           |                   |                  |                   |              |              |  | Scuderia Minardi | Luis Pérez-Sala |        | vainqueur |        |
|  |                  |                       |                   |                   |                  |                   |              |              |  | Scuderia Minardi | Luis Pérez-Sala |        | vainqueur |        |
|  |                  | Scuderia Minardi      | Pierluigi Martini |                   | finaliste        |                   |              |              |  |                  |                 |        |           |        |
|  | Scuderia Minardi | Scuderia Minardi      | Pierluigi Martini | Pierluigi Martini | finaliste        | vainqueur         |              |              |  |                  |                 |        |           |        |
|  | Scuderia Minardi |                       |                   | Pierluigi Martini |                  | vainqueur         |              |              |  |                  |                 |        |           |        |
|  | Osella           | Andrea Chiesa         | éliminé           |                   |                  |                   |              |              |  |                  |                 |        |           |        |
|  | Osella           | Andrea Chiesa         | éliminé           |                   | Osella           | Enrico Bertaggia  | éliminé      |              |  |                  |                 |        |           |        |
|  |                  |                       |                   |                   | Osella           | Enrico Bertaggia  | éliminé      |              |  |                  |                 |        |           |        |
|  |                  |                       | Scuderia Minardi  | Pierluigi Martini | vainqueur        |                   |              |              |  |                  |                 |        |           |        |
|  |                  |                       |                   | Pierluigi Martini | vainqueur        |                   |              |              |  |                  |                 |        |           |        |
|  |                  |                       |                   |                   |                  |                   |              |              |  |                  |                 |        |           |        |
|  |                  |                       |                   |                   |                  |                   |              |              |  |                  |                 |        |           |        |